# 鱗形斜紋蟹
鱗形斜紋蟹（学名：Plagusia squamosa），又名礁扁、白底仔，为[[]]色紋舌鰨屬下的一个种。